# Ruta Estatal de California 254
La Ruta Estatal de California 254, abreviada SR 254 (en inglés: California State Route 254) es una carretera estatal estadounidense ubicada en el estado de California. La carretera inicia en el Sur desde la US 101     cerca de Phillipsville en sentido Norte hasta finalizar en la US 101     cerca de Stafford. La carretera tiene una longitud de 50,8 km (31.595 mi).

## Mantenimiento
Al igual que las autopistas interestatales, y las rutas federales y el resto de carreteras estatales, la Ruta Estatal de California 254 es administrada y mantenida por el Departamento de Transporte de California por sus siglas en inglés Caltrans.